# Tilburgs

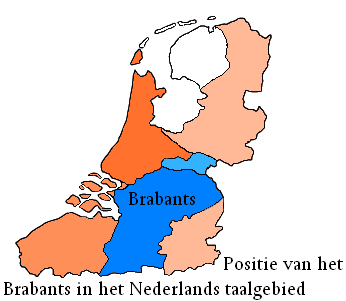
-- DE BRABANTSE DIALECTEN --
Verbreiding van het Brabants volgens Jo Daan

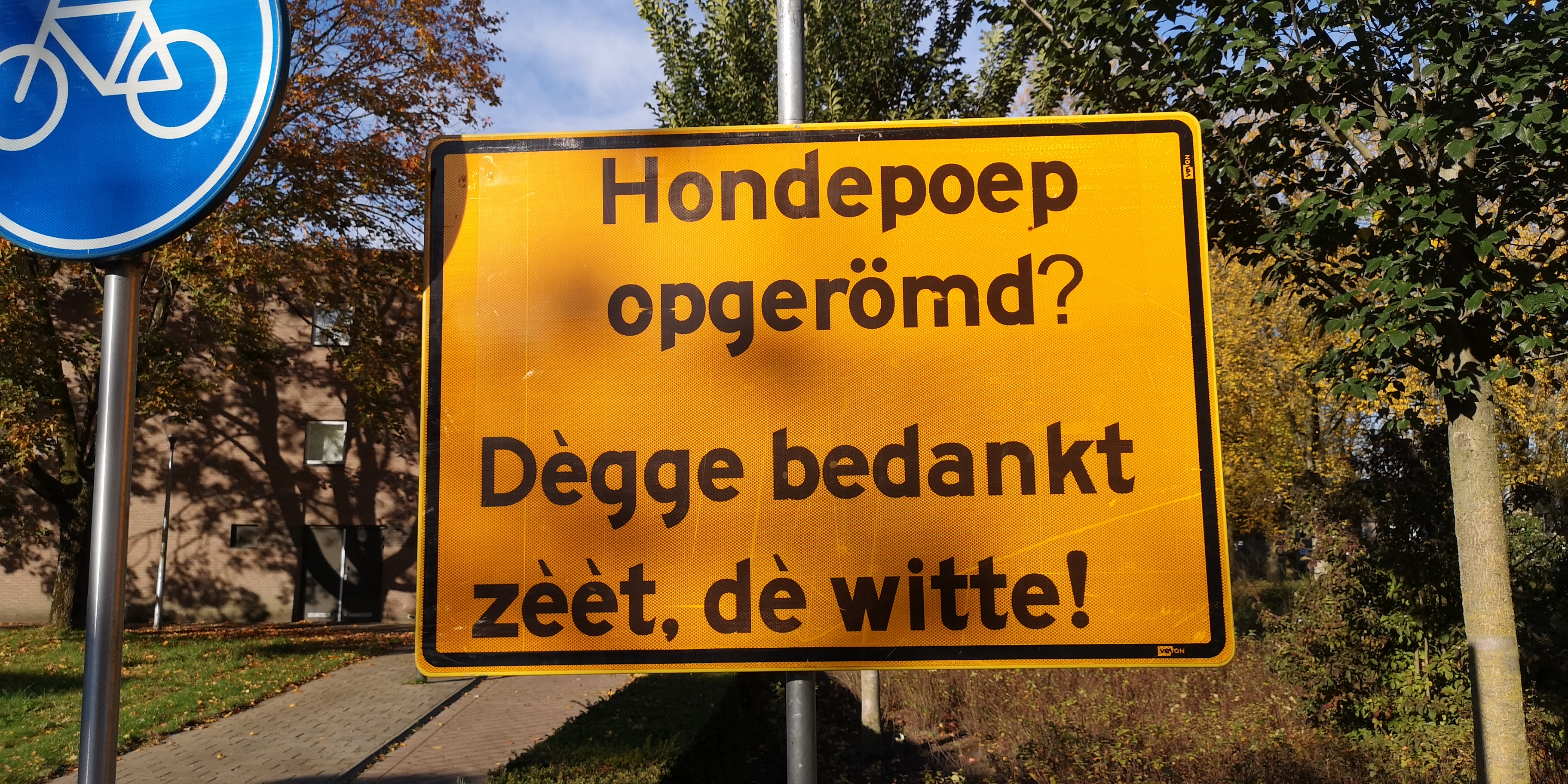
Tilburgs dialect: Hondepoep opgerömd? Dègge bedankt zèèt, dè witte! (Hondenpoep opgeruimd? Dat je bedankt bent, dat weet je!
De zegswijze Dègge bedankt zèèt, dè witte! is heel gangbaar in Tilburg en wordt zowel oprecht als sarcastisch gebruikt. Het bord volgt de spelling die is vastgelegd in het Woordenboek Tilburgs (WTT) en Wil Sterenborg op Cubra.nl. De letter 'ö' duidt een verkorte versie van de Nederlandse eu-klank aan.
Het bord staat in Tilburg-Noord en het woord 'poep' wordt vooral in Noord gebruikt; elders in Tilburg gebruikt men eerder 'stront' of andere woorden.

Het Tilburgs is het Brabantse dialect van de stad Tilburg. In de indeling van Belemans en Goossens (2000) is Tilburgs de naam voor een hele groep dialecten die in het midden van Noord-Brabant gesproken worden; deze groep maakt samen met het Maaslands en het Hollands-Brabants het Midden-Noord-Brabants uit. Het gebied waarin deze dialecten gesproken worden heeft de vorm van een in noord-zuidrichting uitgerekte strook, die in het noorden bij de Maas begint en in het zuiden doorloopt tot in België, waar ze grofweg de gemeente Ravels omvat.
De smalle strook dialecten die taalkundigen Tilburgs noemen onderscheidt zich doordat ze zowel buiten de oostelijke als buiten de westelijke invloed vallen. Waar de dialecten van Oost-Brabant veel gemeen hebben met het Limburgs en de dialecten van West-Brabant sterk gevormd zijn door het Antwerps. Het Tilburgs is voor het grootste deel buiten beide invloedssferen gebleven.
Westelijke kenmerken
- De sk- is zoals in het grootste deel van de Nederlanden geëvolueerd naar sch- (behoud sk- typisch voor de Meijerij).
- Er vindt meestal geen umlaut in de verkleinwoorden plaats (in Oost-Noord-Brabant zeer algemeen). Uitzondering: bij woorden met een 'o', zoals boom of kop. Boom wordt bumke, en kop wordt köpke.
- De i wordt dikwijls als een ie uitgesproken: kiest, kiend.

Oostelijke kenmerken
- Nederlandse ij/ei correspondeert meestal met èè (ei en aai in enkele gevallen);
- Nederlandse ui correspondeert meestal met èù (oi komt niet voor!);
- De h is overal gehandhaafd (wordt in het westen weggelaten);
- Er zijn sporen van de zogenaamde Meierijse verkorting, die echter niet consequent wordt doorgevoerd (hèùs - höske)

Het Tilburgs - in elk geval het dialect van de stad - wordt thans regelmatig opgeschreven, voornamelijk dankzij het werk van de Stichting Tilburgse Taol. Zo is er een Kuifjealbum in het Tilburgs verschenen (De sieraoj van Bianca Castafiore).

## Taalcode
Onofficiële taalcode in het formaat van ISO 639-3 voor het Tilburgs is tib.